# Cheiromeles torquatus
Cheiromeles torquatus је врста сисара из реда слепих мишева (Chiroptera) и породице Molossidae.

## Распрострањење
Ареал врсте покрива средњи број држава. Присутна је у следећим државама: Тајланд, Малезија, Индонезија, Филипини и Брунеј.

## Станиште
Станишта врсте су шуме.

## Начин живота
Врста Cheiromeles torquatus живи у пећинским хабитатима.

## Угроженост
Ова врста је наведена као последња брига, јер има широко распрострањење и честа је врста.